# Zwartzusters Amersfoort
Das Kloster Zwartzusters Amersfoort wurde durch die Zwartzusters von Amsterdam in Amersfoort gegründet.
Im Jahre 1479 wurde zunächst ein Haus in der Nähe der Stadtmauer gekauft. Nachdem die Gemeinschaft etwa drei Jahre später als Kloster anerkannt wurde, errichteten sie 1492 eine eigene Kapelle, die der heiligen Ursula geweiht war. Bereits 1547 verließen sie ihr Haus, das nun an die Nonnen von Birkt gelangte, und bezogen „de Pot“ oder das Heilig-Geist-Hospital.
Mehr ist über die Schwestern, welche auch Alexianerinnen genannt wurden, nicht überliefert.